# Салто мортал
Салто мортал је тест акробатског умећа у којем се особа окреће скупљајући ноге изнад главе. Скок може бити напред, са стране или уназад. Постоје бројне варијације ових скокова напред и назад, чије су верзије део спорта који се зове трамполининг. У овом спорту постоје четири варијанте скокова:
- Проширени, у њему се не формира угао између делова тела;
- Груписани, у њему је угао између бутина и доњег дела ногу мањи од 90 степени, колена су затворена врховима према доле, угао између ногу и трупа је мањи од 90 степени, руке су причвршћене на тело;
- Напред, са углом између тела и бутина мањим од 90 степени, ноге су потпуно испружене, руке додирују врх прстију, главу се држи у неутралном положају;
- Ударац, са ногама раздвојеним под углом већим од 90 степени.[2]

## Типови

### Положаји тела
Салто се може извести у различитим положајима, укључујући увучене, пикиране (савијене у куковима), опкорачене и постављене (право тело).

### Правац
Спорт превртања не захтева од учесника да комбинују предње и задње елементе, а већина тумблера преферира превртање ка позади, јер је лакше развити замах.
Арапска салта почиње уназад, наставља се са пола обрта ка напред и завршава се једним или више салта унапред. Могу се тренирати тако што ће се почети са арапским ролањем и додати му предњи салто. Они се рачунају као превртање испред у женској уметничкој гимнастици и као назад у мушкој уметничкој гимнастици.

### Заокрети
Салта се често завршавају обртима.

### Вишеструке ротације
До 2003. године, увучени двоструки салто постао је уобичајен у женској гимнастици. Троструки леђни салто постоји у мушкој гимнастици, али се ретко се користио до 2017. године.
Годин 2019, америчка гимнастичарка Симон Бајлс била је прва жена која се такмичила у леђном троструком дублу: два салта уназад са три обрта у увученом положају.